# Pterolophia obliquealbovittata
Pterolophia obliquealbovittata là một loài bọ cánh cứng trong họ Cerambycidae.